# Маморе
Маморе (шп. Río Mamoré) је река у северном делу Боливије. Дуга је 1.931 km, а површина слива јој износи 241.660 km². Проток на ушћу је 8.200 m³/s.
Река извире на северним падинама Кордиљера Кочабамба источно од града Кочабамба. За ток реке Маморе карактеристични су бројни меандри. Од ушћа реке Гуапоре, река Марморе чини граничну реку између Боливије и Бразила. После још 265 km спаја се са реком Бени и тако настаје река Мадеира.